# Telegram
Telegram és una aplicació de missatgeria instantània gratuïta i feta amb programari lliure que permet enviar i rebre missatges a través d'Internet. Permet crear grups i enviar imatges i vídeos. Un dels seus objectius és proveir una major privadesa i seguretat en comparació amb altres aplicacions similars. Ha estat desenvolupat pels germans Nikolai i Pàvel Dúrov, els creadors de la xarxa social VK.
Amb 1.000 milions d'usuaris, actualment és el tercer client de missatgeria instantània pel que fa a nombre d'usuaris al món, darrere de Whatsapp i WeChat. Telegram és una aplicació de programari lliure, que pot ser modificada per la comunitat, pel que existeixen clients oficials per als sistemes operatius mòbils Android i iOS, i també per a ordinadors, així com versions per executar en el navegador. L'aplicació està disponible en català.
La privacitat i seguretat de les dades sempre ha estat un factor que l'ha diferenciat respecte altres competidors. Són moltes les pressions que Dúrov va tenir per part d'estats, en molts casos va fer pública la resposta negativa. Tanmateix, el 2023 la revista Wired va publicar que, en la pràctica, el Servei de Seguretat Federal rus havia aconseguit accés a Telegram. El 2024 Dúrov va ser detingut a per la policia francesa en compliment d'una ordre de recerca que també hi tenia per no col·laborar amb les autoritats policials.

## Característiques bàsiques
Telegram s'adreça a tothom que desitgi missatges i trucades ràpides i fiables. Com que els grups de Telegram poden tenir fins a 200.000 membres, volen donar suport a respostes, mencions i hashtags que ajuden a mantenir l'ordre i a mantenir eficient la comunicació en grans comunitats. A més, qualsevol grup públic es pot unir a qualsevol i són plataformes grans per a debats i recopilació de comentaris.
- Tots els missatges són encriptats i hi ha la possibilitat d'autodestrucció al cap d'un temps determinat de missatges i xats secrets sense que el receptor del missatge ho sàpiga (unsend).[2]
- Permet enviar i rebre tota mena d'arxius i documents.[2]
- Està basada en el núvol, per tant es pot accedir als missatges des de qualsevol dispositiu.
- Té un servei molt ràpid donat per la distribució de servidors escampats per tot el món.
- És una aplicació parcialment de codi lliure i gratuïta, sense anuncis.
- No té límit quant a la quantitat de dades que es poden enviar.
- El codi de costat de client (el programa que s'instal·la al telèfon mòbil) és de tipus codi obert, en canvi el codi de costat de servidor (programa dels ordinadors que ofereixen el servei Telegram) no és codi obert.

A més a més, comporta diferents facilitats quant a altres aplicacions mòbils:
- El menor consum de dades mòbils per hora en comparació a WhatsApp (que consumeix el doble), Messenger, Viber...
- Possibilitat d'obrir canals de difusió per poder fer arribar missatges massius. En altres aplicacions s'hauria de fer de forma manual.
- Buscar i unir-se a altres canals de difusió per estar al dia de la informació d'interès.
- Supergrups, amb fins a 10.000 membres.
- Diferents perfils/comptes en un mateix dispositiu.

## Confidencialitat de la xarxa
Telegram, fou fundat l'any 2013 per l'informàtic rus de trenta-tres anys Pàvel Dúrov, juntament amb el seu germà Nikolai Dúrov. Pàvel Dúrov, l'any 2006, recentment graduat a la universitat de Sant Petersburg, es va donar a conèixer llençant la xarxa social VKontakte (VK), que en poc temps es va convertir en l'aplicació més utilitzada a Rússia, fins i tot per davant de Facebook. Dels dos germans, Pàvel era el qui més destacava, i mentre s'enriquia amb els beneficis del seu projecte VKontakte (VK), no parava de recopilar informació i coneixements diversos per crear el que seria el seu projecte estrella, Telegram.
Pàvel Dúrov va tenir certs problemes amb el govern rus i els seus accionistes i va decidir vendre VKontakte per deixar enrere tots els maldecaps que li suposava haver d'ocupar-se d'aquella xarxa. Enfrontat amb el govern rus, Pàvel va decicidir marxar del país i buscar un altre indret on pogués concentrar-se més i dissenyar l'aplicació de Telegram. Dúrov va anar voltant de país en país i finalment va instal·lar-se a Dubai. Va estar-se a Dubai un temps on va dissenyar bona part de l'aplicació, però al cap d'un temps va decidir marxar-ne i buscar un altre lloc on centrar-se. Pàvel Dúrov va instal·lar-se a l'illa del Carib de Saint Christopher i Nevis, país del qual obtingué la ciutadania. Finalment, el 2013, Telegram sortia a la llum i l'èxit era rotund.
Gràcies a un complex sistema de seguretat, Telegram és el pioner i el líder de la llibertat i confidencialitat dels seus respectius usuaris. L'aplicació permet als usuaris comunicar-se per mitjà d'uns missatges encriptats que són inaccessibles per tercers i no poden ser llegits per aquests. L'aplicació va tenir un gran èxit i va resultar ser molt confidencial pels usuaris que en feien ús.
Pàvel Dúrov sempre ha fet bandera i ha presumit del fet que Telegram és una xarxa molt segura i confidencial i ha posat aquests valors per davant de tot en múltiples ocasions. El rus ha estat amenaçat i denunciat en diverses ocasions però els seus principis sempre l'han portat a tirar endavant sense canviar els seus actes. Es pot veure en Telegram, doncs, la mateixa ideologia i caràcter que la del seu propi creador i, per aquest motiu, Telegram és l'aplicació reina de la confidencialitat.

## Funcions
Amb el pas dels anys, Telegram ofereix als usuaris noves funcions úniques que garanteixen la permanència de l'usuari.
- La primera funció que mostra una gran diferència respecte Whatsapp és que es va crear amb un codi obert que permet l'accessibilitat de l'aplicació per, pràcticament, tots els dispositius. A més, el millor de Telegram és que també està disponible en tablets Android i iOS, i és una de les millors funcions de la plataforma, ja que es pot començar una conversa en un dispositiu i continuar-la en un altre.
- Telegram permet utilitzar dos números de telèfon. En la pròpia aplicació es pot afegir, de forma molt senzilla, un segon número - compte - de Telegram. L'única cosa que cal fer és prémer en la barra lateral (s'obre en les tres línies horitzontals de la part superior esquerra), prémer en el número de telèfon i seleccionar l'opció d'''Afegir compte''.
- Hi ha diferents opcions per a estalviar dades en Telegram quan no hi ha una font de Wi-Fi pròxima. Una d'elles és entrant als ''Ajustos'', ''Dades i emmagatzematge'' i en la pestanya de ''Descàrrega automàtica de multimèdia'', es pot triar què i quant descarregar. En cadascun dels apartats es pot seleccionar què es descarrega de manera automàtica amb dades, amb Wi-Fi i, fins i tot, l'itinerància de dades. A més, també és possible seleccionar la grandària dels arxius que es poden manejar amb les diferents connexions.
- Una de les millors funcions de Telegram és que es poden editar missatges ja enviats. Només cal prémer en el missatge i seleccionar ''Editar'', posar el text nou i al costat del missatge original sortirà l'etiqueta que marca que és un missatge editat.
- Crear una conversa secreta és una de les altres funcions que permet aquesta aplicació. Per fer-ho cal anar a la pantalla lateral d'opcions i seleccionar ‘’Nou xat secret’’. Apareix, doncs, la selecció de contactes. Aleshores, es selecciona el missatge desitjat i es crea automàticament el grup secret a Telegram.
- Una de les premisses de Telegram és la privacitat. Es pot crear un patró de desbloqueig per a Telegram, o utilitzar la pròpia petjada per a accedir a l'aplicació. Per poder mantenir la privacitat en l'aplicació s'han de configurar les opcions de seguretat en Telegram i xifrar l'aplicació. Primer de tot és anar a ‘’Ajustos'’, ‘’Privacitat i seguretat’’ i seleccionar ‘’Codi d'accés'’.
- Telegram permet, també, enviar missatges, fotografies i vídeos que es poden autodestruir. Aquesta acció de destrucció no és privada, ja que l'altre usuari veu, en tot moment, si es treu una captura en un grup secret o si s'activa una opció com l'autodestrucció. Per a activar l'autodestrucció en Telegram, es selecciona els tres punts verticals de dalt a la dreta i i, finalment, seleccionar ‘’Establir autodestrucció’’.
- Lligat amb l'anterior funció, es poden enviar imatges o GIF amb temps limitat de visualització. Per enviar una imatge que s'autodestrueix a Telegram, primerament s'ha d'obrir la galeria, seleccionar la fotografia que es vol enviar i, posteriorment, prémer en el símbol del rellotge. Aquí apareixeran unes opcions de temps, de les quals se n'ha d'escollir una, i després de ser vista pel destinatari, seria esborrada directament.
- Una funció de Telegram que resulta molt útil és la d'ancorar un xat. Per fer-ho, primerament, s'ha anar a la pestanya on estan tots els xats, realitzar una pulsació llarga sobre un i triar l'opció ''ancorar''. Aquesta funció també existeix a altres aplicacions, com per exemple Whatsapp.
- Telegram i Whatsapp han permès a l'usuari poder enviar un missatge amb tres diferents tipus de lletra: monospace, cursiva i negreta. Per escriure en negreta a Telegram s'ha d'afegir al missatge un asterisc davant i darrere (*hola, què tal*). A més, es pot escriure en cursiva utilitzant doble barra baixa __per a parlar en cursiva__ o posar les paraules en monospace, amb un espaiat i forma que assembla la tipografia d'una màquina d'escriure, amb ```aquests símbols```.
- Telegram és una aplicació de codi obert en la qual tots els usuaris estan interconnectats. Això vol dir que les aplicacions d'escriptori i plataformes mòbils, encara que estiguin separades, funcionen com una sola i compten amb gairebé les mateixes funcions. Una de les funcions més interessants és la de començar a enviar un missatge amb Telegram, i acabar enviant-lo des del PC, o viceversa.
- A més de la funció d'esborranys, que no és més que començar en un dispositiu per a acabar en un altre, Telegram conté l'opció de parlar amb un mateix. Aquesta funció també permet prendre notes, i es pot fer anant a Telegram i, en la pestanya de l'esquerra, anar a l'opció ''Missatges guardats''. Es poden crear el missatge desitjat i, posteriorment, seleccionar-lo amb una pulsació llarga per a reexpedir-lo al contacte seleccionat. A més, també està permès enviar arxius de fins a 1,5 GB per a tenir un disc dur al núvol al qual poder accedir des del PC, tablet o mòbil.
- Igual que a WhatsApp, a Telegram, es poden buscar missatges. No obstant això, el cercador de Telegram no es limita a filtrar per la paraula clau que es busca, sinó que permet buscar per data. El que s'ha de fer és prémer en la icona de la part superior dreta en una conversa i usar l'eina ''Buscar''. Seguidament, surt la icona d'un calendari, i si se sap quin dia es va enviar el missatge ens pot permetre filtrar per aquí.
- Una de les millors funcions de Telegram és que es pot configurar un proxy. Bàsicament, es tracta d'un ''túnel'' per a protegir la intimitat i la informació dels xats. Per a configurar el proxy en Telegram, s'ha d'anar a ''Ajustos'', ''Dades i emmagatzematge'' i fer scroll fins que es trobi l'opció ''Ajustos del proxy''.
- Els canals de Telegram són un dels millors ''invents'' de l'aplicació. Es tracta d'una espècie de feed en els quals es troben publicacions de l'amo, que poden ser manuals o automàtiques, com els grups de difusió de WhatsApp. Hi ha milers de canals diferents (tecnologia, videojocs, ciència, curiositats, fotografia...) i l'única cosa que s'ha de fer per a trobar un xat concret és buscar el seu nom en el cercador que apareix en la pantalla principal de Telegram. A més es pot crear un canal propi. Per fer això, s'ha d'entrar a la pestanya lateral esquerra d'opcions i prémer en ''Nou canal''.
- Una de les millors funcions de Telegram, una opció disponible en mòbils amb pantalla OLED ajuda a estalviar bateria i, a més, dona un plus de personalització. Es pot fer en ''Ajustos'' i en ''Ajustos de xat'' on es veuen una sèrie d'opcions entre les quals destaquen les de personalització de les converses i la pròpia aplicació. Permet seleccionar la grandària del text, el fons del xat, configurar una manera nocturna automàtica o configurar un tema entre els quatre que hi ha disponibles. A més, prement en els tres punts verticals de dalt a la dreta, s'obre l'opció de crear un nou tema i es pot compartir amb els contactes de l'usuari.

## Identitat visual
Telegram té com a logotip un avió de paper en un fons blau. Des del 2013, quan va néixer l'aplicació, el logo ha anat canviat de forma i d'estil. Aquest canvi es mostra a continuació per ordre d'aparició:

Logotip de la versió 1.x (agost del 2013).
Logotip oficial (2014-present).
Variant del logotip pel disseny material design d'Android (versió 3.6, 2016).
Logotip de Telegram per a mòbils des de la versió 5.6 (2019-present).
Logotip de Telegram X amb colors foscos predominants (disponible al client oficial des de 2019).

## Avantatges de Telegram per empreses
Article principal:
Telegram implementa una sèrie d'eines per a empreses que el fan perfecte per a incorporar-se com un més dels canals de comunicació amb el client. A continuació alguns dels seus avantatges més destacables per a l'àmbit dels negocis:
1. És gratuït i el seu API és de domini públic. Per descomptat, Telegram és gratis per a qualsevol usuari privat. Però també ho és per a un ús empresarial intensiu. No importa si només envies uns quants missatges al dia o si el converteixes en la teva principal eina de difusió i comunicació corporativa. A més, el lliure accés a l'API permet que qualsevol desenvolupador pugui afegir funcionalitats a l'aplicació (app), integrar-la en plataformes d'atenció al client o desenvolupar robots (bots) que interactuïn amb els usuaris. En un entorn on els xatbots (suma de xat -xerrar- i bot (contracció de robot) -programa informàtic que imita el comportament d'una persona-) i altres aplicacions d'intel·ligència artificial són cada vegada més importants, Telegram pot ser un perfecte aliat en la comunicació amb el client.
2. Millores en privacitat. La preocupació per la privacitat de les comunicacions és una tendència creixent en el nostre entorn. En aquest context, Telegram per a empreses neix amb un sistema de xifrat de dades virtualment invulnerable. A més, aquesta aplicació permet la comunicació sense haver de facilitar dades personals ni número de telèfon, la qual cosa pot atreure a molts usuaris reticents a cedir la seva informació a les empreses. La possibilitat de xats secrets o missatges que s'autodestrueixen són facetes que també resulten atractives per a molts usuaris preocupats per una major privacitat.
3. Multiplataforma. Telegram per a empreses està disponible tant per a totes les plataformes mòbils (iOS, Android…) com per a qualsevol mena d'ordinadors de sobretaula (Windows, Mac OS i Linux). En aquest sentit, cap empresa pot permetre's que els seus canals de comunicació amb el client tinguin obstacles de compatibilitat o limitacions tècniques en determinades plataformes.
4. Millors eines de comunicació amb el client. En un entorn on el xat per a empreses ocupa un lloc cada vegada més destacat, guanyant espai a les tradicionals anomenades al contact center, Telegram es posiciona com un competidor destacat. D'aquesta manera, a més de la comunicació directa, els canals de Telegram ofereixen enormes possibilitats per a la comunicació unidireccional, campanyes de màrqueting, publicitat i segmentació. Tot això d'una forma 100% gratuïta. Cada vegada són més les funcionalitats que afegeix Telegram, i les que aconsegueixen que sigui una eina molt potent, tant per a empreses com per a usuaris i clients.
5. Atenció al client i feedback (reacció) immediat. En una època on la immediatesa i la total disponibilitat s'imposen, Telegram se situa en un lloc de sortida molt destacat. Així, les generacions més joves cada vegada opten en major mesura per comunicar-se per escrit, de manera directa i informal. Les trucades telefòniques perden rellevància i el to pròxim i informal s'imposa. D'altra banda, aquesta proximitat i immediatesa faciliten la generació d'una reacció (feedback) que pot ser de gran valor per a l'empresa, sempre que s'utilitzi de manera adequada.

## Comparativa amb WhatsApp
1. El xifrat. Fins a l'abril de 2016 hi havia una resposta molt clara: Telegram era millor. Fins a aquesta data, WhatsApp no implementava cap xifrat en les comunicacions, de tal manera que algú connectat a la nostra xarxa WiFi podia veure tot el que escrivíem i enviàvem a través de l'app mòbil, i fins i tot podia modificar els paquets per notificar altres missatges. Telegram va incloure el xifrat des del principi, de tal manera que ningú podia interceptar els missatges entre mitjans. WhatsApp es va veure obligada a fer-ho perquè tant Telegram com a Signal s'estaven postulant com alternatives segures. A partir d'aquí, han anat copiant multitud de funcions (a l'igual que Telegram ha fet), com els stickers, GIFs, poder enviar qualsevol tipus d'arxiu, i moltes altres. No obstant això, hi ha diferències entre el xifrat de cadascuna. WhatsApp fa servir el mateix sistema de Signal, que xifra els missatges de punt a punt. Així, els missatges es xifren en el dispositiu que l'origina, i es desxifren en el qual rep el missatge, de manera que ningú pot interceptar en el camí per llegir-los. En el cas de Telegram, utilitzen el protocol propietari MTProto, on els missatges normals es xifren entre el client i el servidor, i és en els xats secrets on aplica el xifrat de punt a punt amb claus privades, com fa Telegram en tots els seus xats. Aquest sistema és, a la fi, igual de segur per als usuaris. A més, Telegram fa servir una combinació d'AES de 256 bits, RSA de 2048 bits i intercanvi de claus Diffie-Hellman, que va rebre el 2015 el premi A.M. Turing pel xifrat. Tot i això, el fet d'usar un protocol propi del qual la seguretat no hagi estat analitzada de manera pública pot donar lloc a trobar vulnerabilitats que aprofitin els atacants, encara que l'únic gairebé conegut on s'ha vulnerat la seva seguretat va ser un estudi de fa ja anys i ja es va esmenar. Per la seva banda, tampoc se sap quines dades comparteix WhatsApp amb Facebook, de manera que hi ha dubtes en els dos casos.
2. Protecció de xats al mòbil. WhatsApp està provant actualment la possibilitat de protegir l'accés als xats mitjançant lector d'empremtes. En l'actualitat no hi ha cap mètode de protecció per a aquests, mentre que a Telegram sí que podem posar un codi d'accés i empremta. Pel que fa a la verificació en dos passos, totes dues aplicacions compten amb la funció.
3. Números de telèfon/noms d'usuaris. A l'hora d'afegir a una persona a WhatsApp, necessitem si o si el seu número de telèfon, que és l'identificador únic de cada compte. En el cas de Telegram, podem donar el número o el nostre nom d'usuari en cas de no voler donar el nostre telèfon, la qual cosa afavoreix més la privacitat i la seguretat.
4. Permisos. Pel que fa a permisos, trobem que WhatsApp i Telegram necessiten gairebé els mateixos per a funcionar, amb l'avantatge que Telegram no necessita el dels SMS si triem que ens enviïn el codi a través d'una altra sessió de Telegram que tinguem oberta (per exemple en el PC). L'únic permís obligatori és el de l'accés als contactes, i la resta són opcionals, com el d'emmagatzematge, càmera, micròfon o ubicació.
5. Els "secrets" ocults de Telegram. Més enllà del xifrat o poder protegir els xats, Telegram permet opcions addicionals en els xats secrets, com poder utilitzar el teclat en mode d'incògnit perquè no recopili dades d'ús, o la protecció davant captures de pantalla. A més, Telegram recopila menys metadades que WhatsApp, ja que WhatsApp obté dades com l'historial d'ús, adreça IP, des de quin operador t'has connectat, ubicació, etc. Això ja entra més en el camp de la privacitat que el de la seguretat, però són aspectes a tenir en compte.[13]

## Impacte social
Tot i que Telegram no és una aplicació massa popular avui dia als Països Catalans, té més impacte en les nostres vides del que sembla. Altres aplicacions com WhatsApp tenen moltes més descàrregues que Telegram, però precisament la impopularitat de Telegram i el seu ús a escala menor l'han convertit en protagonista en més d'una ocasió mediàtica. Així doncs, des del seu naixement, Telegram ha tingut impacte social en més d'una ocasió. Aquests serien els casos en què Telegram ha destacat més:
1. La Justícia russa, el 16 d'octubre de l'any 2017 va multar a Telegram per no entregar informació dels seus usuaris al govern. Telegram, sempre ha destacat per ser una aplicació molt segura i intangible per molts sistemes de seguretat informàtics. El 2017, el Servei Federal de Seguretat rus, va exigir a Telegram que els facilitessin dades per descodificar les converses dels seus usuaris. Telegram, al negar-se a aquesta exigència, va haver d'afrontar una multa d'uns 14.000 euros.
2. El 10 d'abril de l'any 2017, Rakhmat Akilov, terrorista de l'Estat Islàmic, va comunicar les intencions de protagonitzar un atemptat a Estocolm el dia previ als fets. El subjecte en qüestió, va utilitzar Telegram per informar a un grup de jihadistes les seves intencions de fer un atemptat a Estocolm i al mateix temps demanant un vehicle per poder realitzar atropellaments i al mateix temps consells per construir bombes. Un dia després de l'atemptat, mentre Akilov intentava escapar-se de Suècia, va enviar un vídeo gravat per ell mateix durant l'atemptat mitjançant Telegram. Les autoritats sueques, aquesta vegada, van interceptar el terrorista un cop detectada la seva activitat a Telegram.
3. El novembre de l'any 2019, la Guàrdia Civil, va detenir un jihadista provinent de Mauritània altre cop a través de Telegram. El subjecte va difondre vídeos de la DAESH a través de Telegram i al mateix temps va demanar ajuda per fabricar una gran quantitat d'explosius. Telegram és una xarxa segura però en cas de no utilitzar-se amb tacte, els usuaris poden ser descoberts com en aquest cas.
4. L'octubre de l'any 2019, a Catalunya, el clima polític era inestable i per tal d'organitzar-se entre el moviment independentista català, Tsunami Democràtic, va optar per fer servir Telegram per organitzar manifestacions i altres moviments sense que els serveis d'intel·ligència del Govern Espanyol poguessin interceptar missatges i contingut difós a través del perfil de Tsunami Democràtic. Gràcies a Telegram en aquesta ocasió es van poder organitzar molts actes discretament i difondre molta informació en secret.
5. El desembre de l'any 2019, el cantant espanyol Luis Cepeda, molt conegut arreu del país, va decidir donar certa informació sobre les seves pròximes cançons a través de Telegram. Els seus aficionats podien accedir a un grup de Telegram on l'únic que podia parlar era Luis Cepeda però tothom qui hi accedia a través de l'enllaç en qüestió, podia assabentar-se de les novetats que ell anava publicant.

## Seguretat i privadesa
Tot i que està relativament assumit que és una aplicació més segura que WhatsApp o d'altres alternatives de missatgeria instantània, hi segueix havent debat sobre el nivell de seguretat real que té, en especial en referència a les metadades que s'intercanvien i es poden analitzar en comunicar-se els dispositius. Encara que Telegram ofereix l'encriptació "end-to-end" de missatges, aquesta no és predeterminada de l'aplicació. Per utilitzar tota la seguretat possible que ens ofereix Telegram s'ha de crear un xat clicant a "nou xat secret".
Durant anys va fer bandera de la seva independència respecte als grans poders econòmics i estatals. Creada a Rússia el 2013, el 2014 Pàvel Dúrov va registrar l'empresa que controlava l'aplicació al Regne Unit, quan va rebre pressions per cedir les dades dels seus usuaris als poders estatals russos, en especial en motiu de l'Euromaidan. Aquest mateix any el fundador finalment va abandonar Rússia. El 2017 Dúrov es va instal·lar a Dubai, on va ubicar la seu de Telegram FZ-LLC, amb filials a Rússia i EUA.
El 2015 Dúrov va negar-se a revelar la informació privada dels ciutadans de l'Iran que les autoritats d'aquest país havien demanat mitjançant una carta de resposta on deia: "les autoritats de l'Iran volen utilitzar Telegram per espiar els seus ciutadans. No podem i no els ajudarem".
El 2017 el Servei Federal de Seguretat va demanar-li obertament accés a dades clau dels seus usuaris. El 2018 un tribunal rus va ordenar-ne el bloqueig de l'aplicació fins que facilités l'accés a les dades dels usuaris. El 2020 l'accés fou desblocat després d'un acord entre les parts. El 2023 la revista Wired va publicar un article en què explicava la pressió que el Kremlin havia exercit sobre Pàvel Dúrov i que, en la pràctica, el Servei de Seguretat Federal rus havia aconseguit accés a Telegram.
El 24 d'agost de 2024, Dúrov va ser detingut a un aeroport de París per la policia francesa tot just baixar d'un avió procedent de l'Azerbaidjan, en compliment d'una ordre de recerca que també tenia a França per no col·laborar amb les autoritats policials des d'aquesta xarxa.

## Premis i reconeixements[calcitació]
- Google Best In Class Android Design, menció especial el 2015
- L'Android lliure Aplicación del año, desembre de 2014 a gener de 2015
- Wayerless Mejor Aplicación del 2014, desembre de 2014
- The Europas Fastest Rising Startup, juny de 2014